# Bernd Gummelt
Bernd Gummelt (né le 21 décembre 1963 à Neuruppin) est un athlète allemand spécialiste de la marche athlétique, ayant représenté l'Allemagne de l'Est en compétition jusqu'en 1990. Il est marié à Beate Anders, également marcheuse allemande.

## Biographie

### Palmarès
| Date | Compétition                    | Lieu    | Résultat | Épreuve  | Performance        |
| ---- | ------------------------------ | ------- | -------- | -------- | ------------------ |
| 1990 | Goodwill Games                 | Seattle | 3e       | 20 000 m | 1 h 23 min 29 s 61 |
| 1990 | Championnats d'Europe          | Split   | 2e       | 50 km    | 3 h 56 min 33 s    |
| 1991 | Championnats du monde en salle | Séville | 7e       | 5 000 m  | 19 min 21 s 97     |

### Records
| Épreuve              | Performance     | Lieu   | Date        |
| -------------------- | --------------- | ------ | ----------- |
| 50 kilomètres marche | 3 h 46 min 43 s | Berlin | 20 mai 1990 |